# Система массового обслуживания
Система массового обслуживания (СМО) — система, которая производит обслуживание поступающих в неё требований. Обслуживание требований в СМО осуществляется обслуживающими приборами. Классическая СМО содержит от одного до бесконечного числа приборов. В зависимости от наличия возможности ожидания поступающими требованиями начала обслуживания СМО подразделяются на:
- системы с потерями, в которых требования, не нашедшие в момент поступления ни одного свободного прибора, теряются;
- системы с ожиданием, в которых имеется накопитель бесконечной ёмкости для буферизации поступивших требований, при этом ожидающие требования образуют очередь;
- системы с накопителем конечной ёмкости (ожиданием и ограничениями), в которых длина очереди не может превышать ёмкости накопителя; при этом требование, поступающее в переполненную СМО (отсутствуют свободные места для ожидания), теряется.

Выбор требования из очереди на обслуживание производится с помощью так называемой дисциплины обслуживания. Их примерами являются FCFS/FIFO (пришедший первым обслуживается первым), LCFS/LIFO (пришедший последним обслуживается первым), random (случайный выбор). В системах с ожиданием накопитель в общем случае может иметь сложную структуру.

## Основные понятия СМО
- Требование (заявка) — запрос на обслуживание.
- Входящий поток требований — совокупность требований, поступающих в СМО.
- Время обслуживания — период времени, в течение которого обслуживается требование.
- Математическая модель СМО — это совокупность математических выражений, описывающих входящий поток требований, процесс обслуживания и их взаимосвязь.